# Rolls-Royce Silver Wraith

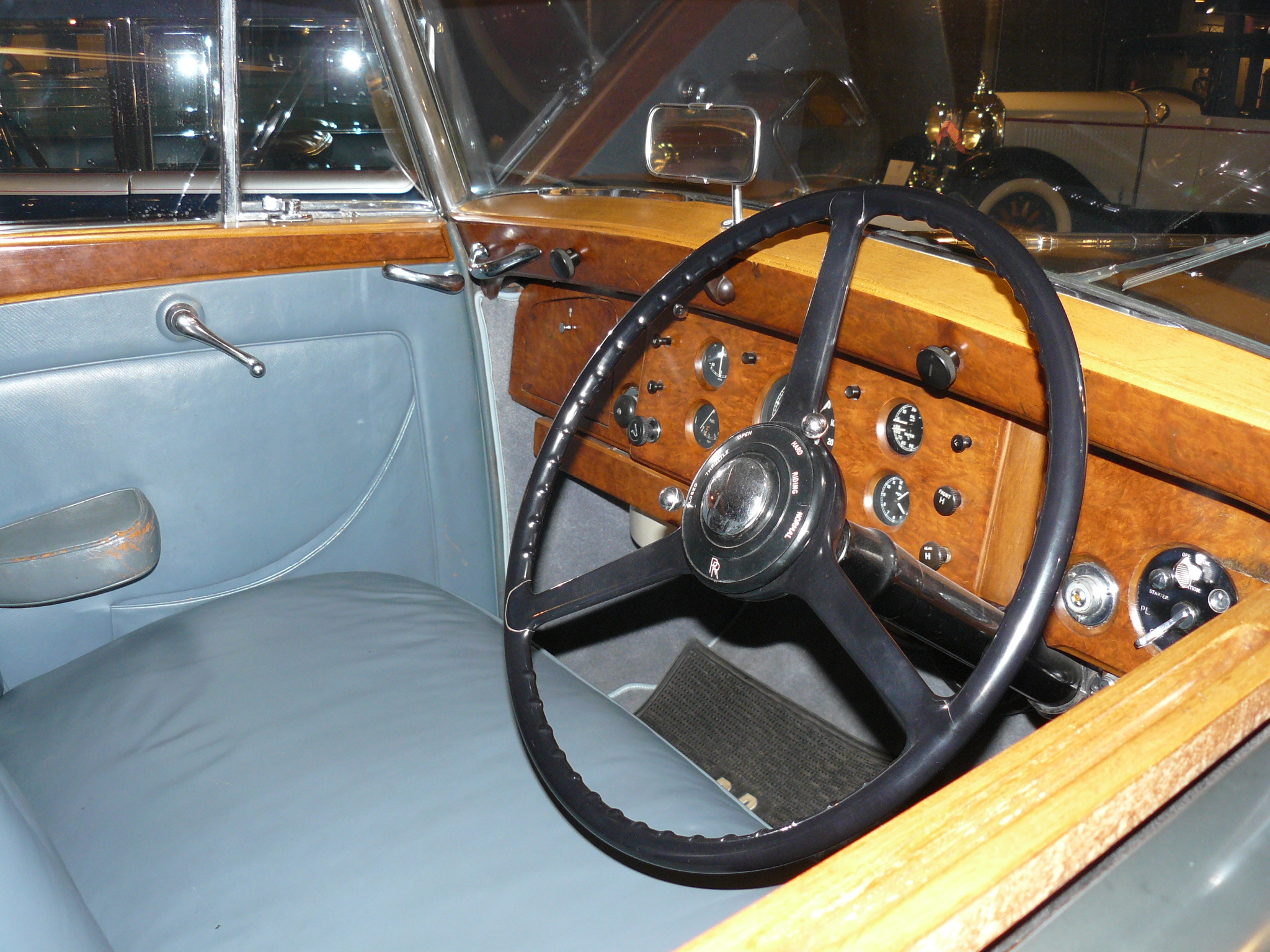
La place du chauffeur d'un modèle de 1948.

La Silver Wraith est la première Rolls-Royce d'après-guerre, construite de 1946 à 1959.
Les premières voitures sont basées sur un châssis d'un empattement de 3 226 mm, issu de celui de la Wraith d'avant-guerre avec une suspension avant indépendante à ressorts hélicoïdaux et une suspension arrière à ressorts semi-elliptiques et essieu moteur. Le moteur est basé lui aussi sur la Wraith, mais avec une nouvelle culasse avec soupapes d'admission en tête et soupapes d'échappement latérales, pour une cylindrée initiale de 4 257 cm3. En 1951, la cylindrée est portée à 4 566 cm3, puis en 1954 à 4 887 cm3 sur les modèles à empattement long. Le système de freinage est un système hybride avec des freins hydrauliques à l'avant et mécaniques à l'arrière, utilisant le servo mécanique des voitures d'avant-guerre, breveté par Hispano-Suiza et construit sous licence Rolls-Royce.
La voiture à empattement long (3 378 mm) est annoncée en 1951, et 639 sont produites jusqu'en 1959. Les dernières voitures à empattement court ont été construites en 1953.
Initialement, seule une boîte de vitesses manuelle à quatre vitesses est offerte, mais une option boîte automatique conçue par General Motors est proposée à partir de 1952.
C'est le dernier modèle de Rolls-Royce à être livré avec la possibilité d'adapter une carrosserie sur mesure, conçue et fabriquée par un nombre sans cesse décroissant de carrossiers spécialisés. La plupart des carrosseries fabriquées adoptent des formes de limousines classiques. Pour les clients souhaitant acheter le véhicule déjà carrossé, le fabricant a proposé la carrosserie de la Bentley Mark VI.

## Au cinéma et dans la littérature

### Au cinéma
La Silver Wraith apparaît dans les films suivants :
- Témoin à charge (1957)
- Indiscret (1958)
- La Victime (1961)
- Les Félins (1964)
- Un amour de Coccinelle (1968)
- Tout le monde il est beau, tout le monde il est gentil (1972)
- Le Retour de la panthère rose (1975)
- Arthur (1981)
- Batman (1989)
- James Dean (2001)
- My Week with Marilyn (2012)
- Spectre (2015)

### Dans la littérature
La Silver Wraith modèle 1959 est la voiture utilisée par Aloysius Pendergast, héros d'une série de livres écrite par Douglas Preston et Lincoln Child. Si elle est généralement conduite par Proctor, le majordome du héros, il arrive occasionnellement que Pendergast en prenne lui-même le volant.

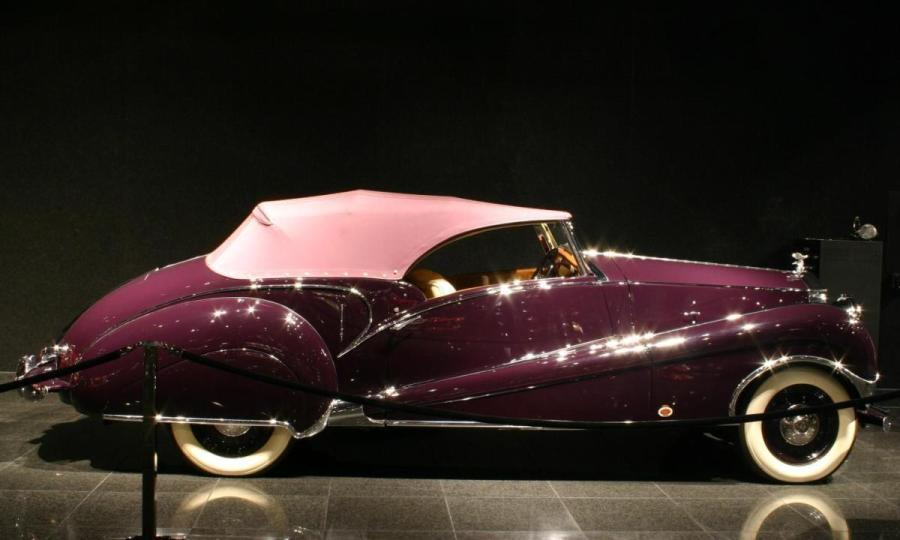
Rolls-Royce Silver Wraith cabriolet 2 portes de 1947 au Blackhawk Auto Museum à Danville, Californie
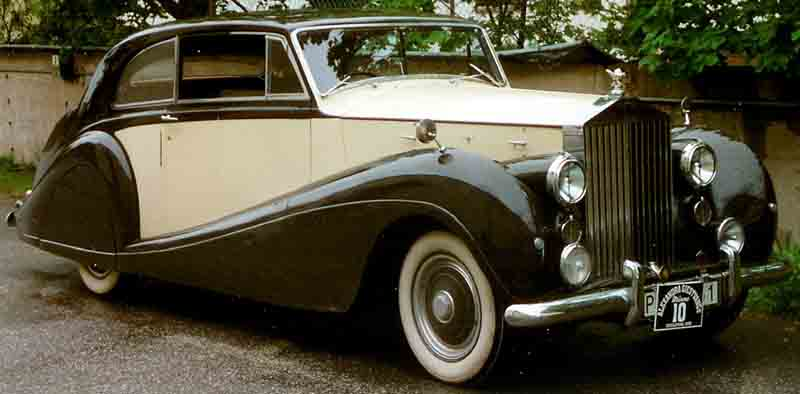
Rolls-Royce Silver Wraith Coupé 2 portes de 1952
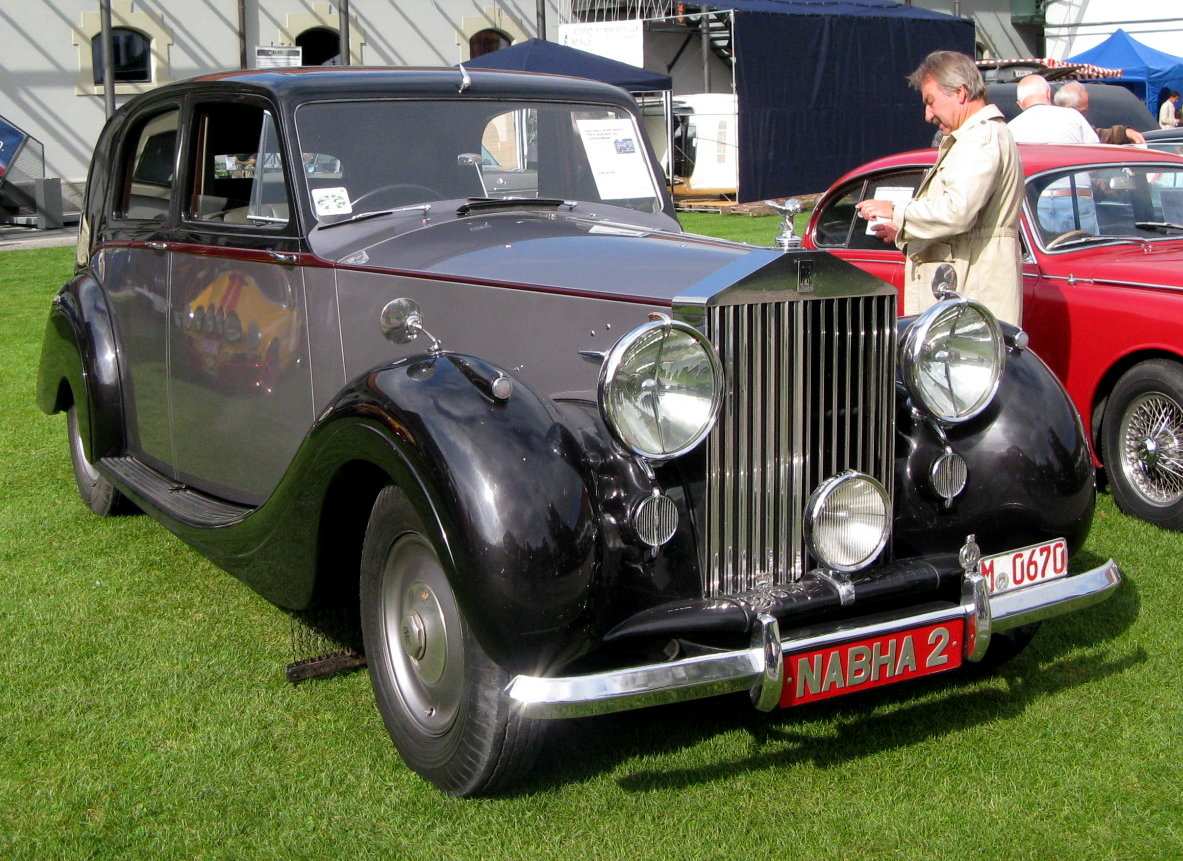
Rolls-Royce Silver Wraith Limousine 4 portes de 1948
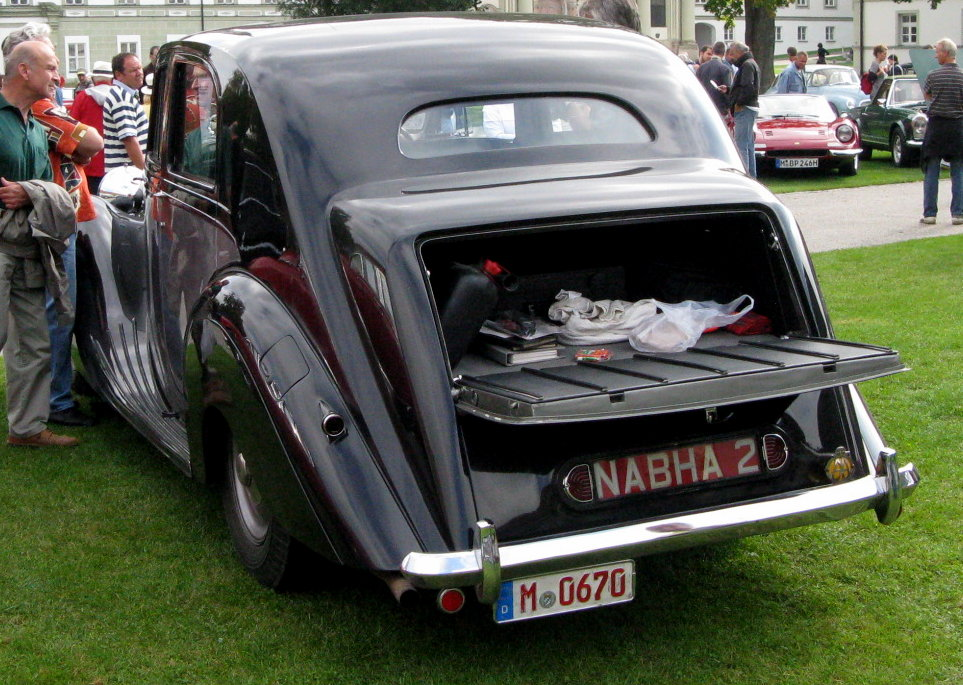
Arriére de la Rolls-Royce Silver Wraith Limousine 4 portes de 1948